# Чарльз Карл
Чарльз Карл (англ. Charles Karle, 15 травня 1898 — 24 червня 1946) — американський академічний веслувальник.
Срібний призер Олімпійських Ігор 1928 року в складі розпашної четвірки без стернового.